# سلام دردسر
سلام دردسر (انگلیسی: Hello Trouble) یک فیلم کمدی صامت کوتاه به کارگردانی چارلی چیس است که در سال ۱۹۱۸ منتشر شد. از بازیگران این فیلم می‌توان به اولیور هاردی، بیلی آرمسترانگ، بارتین بورکت، فی هولدرنس، چارلی چیس و چارلز اینسلی اشاره کرد. این فیلم در زمان اکران در شیکاگو با سانسور چندین صحنه مواجه شد.